# 黄金の壺
『黄金の壺』（おうごんのつぼ、独: Der goldne Topf）は、E.T.A.ホフマンの中編小説。学生アンゼルムスと火の精霊の娘ゼルペンティーナとの恋を描く幻想譚である。1814年に執筆され作品集『カロ風幻想曲』に収められた。ホフマンの代表作の一つ。12の章で構成され、夜番（Vigilie）で数えられる。

## あらすじ
主人公アンゼルムスはある昇天祭の日、市場で林檎売りの老婆の籠をひっくり返し商品を台無しにした。所持金すべてを渡すが、「クリスタルの中にとじこめられる」と罵られた。景気よく飲むこともできず、エルベ川のほとりでタバコをやっていると、ニワトコの木の上の美しい蛇が目に入り、アンゼルムスは激しい恋心を抱く。友人である副校長パウルマンは彼に文書管理官（アーキビスト）リントホルストのもとで筆写係をする仕事を斡旋するが、実はそのリントホルストこそ、美しい蛇ゼルペンティーナの父親であり、その正体は霊界の王フォスフォルスから追放された火の精霊サラマンダーであった。彼は霊界に戻るために自分の3人の娘に婿を見つけてやらねばならず、その試験としてアンゼルムスに仕事をさせていたのである。
一方アンゼルムスに恋心を抱くパウルマンの娘ヴェロニカは、彼が将来宮廷顧問官になり、自分はその夫人になることを望んでいた。アンゼルムスを自分に引き付けるために占い師の老婆を訪ね、彼が精霊の娘に恋していることを知る。この老婆も実はサラマンダーに対して因縁をもつ人物であり、彼の末娘ゼルペンティーナの持つ黄金の壺を狙っているのだった。ヴェロニカは老婆の協力を得てアンゼルムスを引き付けようとし、その結果ゼルペンティーナに対する恋心が揺らいだアンゼルムスは、筆写の仕事に失敗してガラス瓶の中に閉じ込められてしまう。
ガラス瓶の中でアンゼルムスが苦しんでいるうち、リントホルストの家に老婆が現れて黄金の壺を奪おうとリントホルストに魔術をしかけるが、攻防の末リントホルストとその使いのオウムに撃退される。この間にアンゼルムスはゼルペンティーナへの愛を再認識し、ガラス瓶から解放されてゼルペンティーナと結ばれる。一方ヴェロニカはアンゼルムスを思い切り、宮中顧問官に任ぜられた父の友人ヘールブラントと結婚し、宮廷顧問官夫人となった。
最後の章では結末を書きあぐねている作者が登場する。この作者のもとにリントホルストから手紙が届き、作者は招待をうけてリントホルスト邸を訪れ、そこでいまや楽園に足を踏み入れたアンゼルムスを幻視する。アンゼルムスの前には黄金の壺を抱いた美しい姿のゼルペンティーナが待ちうけ、その壺からは百合が咲き出て二人を祝福している。

## 主な日本語訳
- 黄金の壷（神品芳夫訳、岩波文庫、1974年）
- 黄金の壺・砂男 他一編（大島かおり訳、旺文社文庫、1976年）
- 黄金の壺／マドモワゼル・ド・スキュデリ（大島かおり訳、光文社古典新訳文庫、2009年）